# Acilinus
Acilinus förordnades av ärkebiskop Adalbert av Hamburg-Bremen till att efterträda Adalvard den äldre år 1064 men tillträdde aldrig. Han tillbringade sitt liv i Köln i lugn och ro, utan att hörsamma de uppdrag som han ålades av götarna. Acilinus lär ha dött före 1072.